# Discografia di Kate Ryan

## Album studio
| Anno | Album        | Posizioni in classifica | Posizioni in classifica | Posizioni in classifica | Posizioni in classifica | Posizioni in classifica | Posizioni in classifica | Posizioni in classifica | Certificazioni e vendite                                                      |
| Anno | Album        | Belgio (bandiera)       | Germania (bandiera)     | Spagna (bandiera)       | Svizzera (bandiera)     | Austria (bandiera)      | Svezia (bandiera)       | Polonia (bandiera)      | Certificazioni e vendite                                                      |
| ---- | ------------ | ----------------------- | ----------------------- | ----------------------- | ----------------------- | ----------------------- | ----------------------- | ----------------------- | ----------------------------------------------------------------------------- |
| 2002 | Different    | 8                       | 23                      | 24                      | 14                      | 26                      | 17                      | 1                       | * Svizzera: Oro (20.000+) *Spagna: Oro (50.000+) * Polonia: Platino (20.000+) |
| 2004 | Stronger     | 22                      | 13                      | 63                      | 14                      | 43                      | -                       | 11                      | * Polonia: Oro (10.000+)                                                      |
| 2006 | Alive        | 13                      | 73                      | -                       | 73                      | -                       | -                       | -                       |                                                                               |
| 2008 | Free         | 4                       | 47                      | 26                      | 96                      | -                       | 35                      | 20                      | * Polonia: Oro (10.000+)                                                      |
| 2012 | Electroshock | 6                       | -                       | -                       | -                       | -                       | -                       | -                       |                                                                               |

## Raccolte
| Titolo            | Dettagli album                               | Posizione raggiunta | Posizione raggiunta | Posizione raggiunta | Certificazioni |
| Titolo            | Dettagli album                               | BEL                 | CZ                  | ESP                 | Certificazioni |
| ----------------- | -------------------------------------------- | ------------------- | ------------------- | ------------------- | -------------- |
| Essential         | - Released: giugno 2008 - Label: EMI Belgium | 88                  | 23                  | —                   |                |
| French Connection | - Released: 13 ottobre 2009 - Label: ARS     | 21                  | —                   | 89                  |                |

## Singoli
| Anno | Titolo                     | Posizione classifica | Posizione classifica | Posizione classifica | Posizione classifica | Posizione classifica | Posizione classifica | Posizione classifica | Posizione classifica | Posizione classifica | Posizione classifica | Album             |
| Anno | Titolo                     | BEL                  | GER                  | SWI                  | AUT                  | SWE                  | NL                   | DEN                  | FIN                  | NOR                  | SPA                  | Album             |
| ---- | -------------------------- | -------------------- | -------------------- | -------------------- | -------------------- | -------------------- | -------------------- | -------------------- | -------------------- | -------------------- | -------------------- | ----------------- |
| 2001 | Scream for More            | 9                    | —                    | —                    | 15                   | —                    | 57                   | 12                   | —                    | —                    | —                    | Different         |
| 2001 | UR (My Love)               | 17                   | —                    | —                    | —                    | —                    | —                    | —                    | —                    | —                    | —                    | Different         |
| 2002 | Désenchantée               | 1                    | 2                    | 11                   | 3                    | 4                    | 4                    | 12                   | —                    | 3                    | 7                    | Different         |
| 2002 | Mon cœur résiste encore    | 7                    | 27                   | 35                   | —                    | —                    | 58                   | —                    | —                    | —                    | 2                    | Different         |
| 2002 | Libertine                  | 7                    | 7                    | 26                   | 7                    | 16                   | —                    | 15                   | 20                   | 15                   | 19                   | Different         |
| 2003 | Only If I                  | 16                   | 27                   | 34                   | 25                   | 37                   | —                    | —                    | —                    | —                    | 8                    | Stronger          |
| 2004 | The Promise You Made       | 8                    | —                    | —                    | —                    | —                    | —                    | —                    | —                    | —                    | —                    | Stronger          |
| 2004 | La Promesse                | —                    | 19                   | 50                   | 21                   | —                    | —                    | —                    | —                    | —                    | —                    | Stronger          |
| 2004 | Goodbye                    | 30                   | 52                   | 93                   | 47                   | —                    | —                    | —                    | —                    | —                    | —                    | Stronger          |
| 2006 | Je t'adore                 | 1                    | 26                   | 65                   | 38                   | 21                   | 56                   | —                    | —                    | —                    | —                    | Alive             |
| 2006 | Alive                      | 4                    | 42                   | —                    | 54                   | —                    | —                    | —                    | 8                    | —                    | —                    | Alive             |
| 2006 | All for You                | 37                   | —                    | —                    | —                    | —                    | —                    | —                    | —                    | —                    | —                    | Alive             |
| 2007 | Voyage Voyage              | 2                    | 13                   | —                    | 26                   | 26                   | 11                   | —                    | 10                   | —                    | 6                    | Free              |
| 2008 | L.I.L.Y. (Like I Love You) | 12                   | —                    | —                    | —                    | —                    | —                    | —                    | —                    | —                    | —                    | Free              |
| 2008 | Ella, elle l'a             | 7                    | 10                   | 50                   | 23                   | 2                    | 2                    | 29                   | —                    | 9                    | 23                   | Free              |
| 2008 | I Surrender                | 27                   | —                    | —                    | —                    | —                    | 44                   | —                    | —                    | —                    | —                    | Free              |
| 2009 | Your Eyes                  | —                    | —                    | —                    | —                    | —                    | 80                   | —                    | —                    | —                    | —                    | Free              |
| 2009 | Babacar                    | 17                   | 28                   | —                    | 53                   | 27                   | —                    | —                    | —                    | —                    | 21                   | French Connection |
| 2009 | Évidemment                 | 27                   | —                    | —                    | —                    | —                    | —                    | —                    | —                    | —                    | —                    | French Connection |
| 2011 | Lovelife                   | 21                   | —                    | —                    | —                    | —                    | 72                   | —                    | —                    | —                    | 28                   | Electroshock      |
| 2011 | Broken (feat. Narco)       | 30                   | —                    | —                    | —                    | —                    | —                    | —                    | —                    | —                    | —                    | Electroshock      |
| 2012 | Robots                     | 12                   | —                    | —                    | —                    | —                    | —                    | —                    | —                    | —                    | —                    | Electroshock      |
| 2013 | Light in the Dark          | 27                   | —                    | —                    | —                    | —                    | —                    | —                    | —                    | —                    | —                    | N.D.              |
| 2013 | Heart Flow                 |                      | —                    | —                    | —                    | —                    | —                    | —                    | —                    | —                    | —                    | N.D.              |